# Jim Rice
Pour les articles homonymes, voir Rice.
James Edward Rice, dit Jim Rice (né le 8 mars 1953 à Anderson (Caroline du Sud) est un ancien joueur de baseball de la Ligue majeure de baseball qui évolue avec les Red Sox de Boston de 1974 à 1989. MVP de la Ligue américaine en 1978, huit fois sélectionné comme All-Star, il est élu au Temple de la renommée du baseball le 12 janvier 2009. Rice est commentateur des avant-matchs et des après-matchs de Red Sox sur New England Sports Network depuis 2003.

## Carrière
Le 8 août 1982 au Fenway Park, constatant un enfant de quatre ans blessé par une mauvaise balle, il aide à le récupérer en tribune pour lui permettre des soins plus rapides. Un geste très salué à l'époque.